# Smaali Bouaabid
Smaali Bouaabid, né le 1er juin 1995 à Tajerouine, est un athlète handisport tunisien.
Atteint de nanisme, il commence la pratique de l'athlétisme en 2014.
Lors des Jeux paralympiques d'été de 2016 à Rio de Janeiro, il obtient une médaille de bronze au lancer du poids F40.
Aux championnats du monde d'athlétisme handisport 2017 à Londres, il obtient une cinquième place dans la même discipline,.